# Vacognes-Neuilly
Vacognes-Neuilly település Franciaországban, Calvados megyében. Lakosainak száma 680 fő (2022. január 1.). Vacognes-Neuilly Bougy, Évrecy, Landes-sur-Ajon, Maisoncelles-sur-Ajon, Sainte-Honorine-du-Fay, Malherbe-sur-Ajon és Val d'Arry községekkel határos.

## Népesség
A település népessége az elmúlt években az alábbi módon változott:
| Lakosok száma | 273  | 414  | 412  | 510  | 519  | 627  | 627  | 648  | 659  | 680  |
|               | 1975 | 1990 | 1999 | 2011 | 2013 | 2016 | 2017 | 2019 | 2020 | 2022 |